# Diário Oficial da União
El Diário Oficial da União (DOU) és el Diari Oficial del Brasil. La seva missió és fer públic qualsevol assumpte d'àmbit federal. L'actual Diari va ser fundat el 1862, amb el nom de Diário Oficial do Império do Brasil. Des del 1r de desembre de 2017 va deixar de ser imprès en paper, podent ser consultat només per internet.
La Imprensa Nacional és l'organisme encarregat de publicar el DOU, entitat subordinada al Ministre en cap de la Casa Civil i a la Presidència de la República.

## Història de la Impremsa Oficial
L'origen del Diari Oficial es remunta a la primèra dècada del segle xix, quan la cort portuguesa es va traslladar al Brasil colonial. El 13 de maig de 1808, el Príncep Regent Joan va signar el decret que creava la Impressão Régia a Rio de Janeiro, per imprimir, amb exclusivitat, tots els actes normatius i administratius oficials del govern. El 10 de setembre d'aquell any va ser imprès el primer número de la Gazeta do Rio de Janeiro.
La seqüència de diaris que han publicat els actes de govern és la següent:
- Gazeta do Rio de Janeiro (10 de setembre de 1808 - 29 de desembre de 1821)
- Gazeta do Rio (1 de gener de 1822 - 31 de desembre de 1822)
- Diário do Governo (2 de gener de 1823 - 28 de juny de 1833)
- Diário Fluminense (21 de maig de 1824 - 24 d'abril de 1831)
- Corréio Oficial (1 de juliol de 1833 - 30 de juny de 1836)
- Gazeta Oficial do Império do Brasil (1 de setembre de 1846 - 31 de juliol de 1848)[4]
- Diário Oficial do Império do Brasil (1 d'octubre de 1862 - 28 de novembre de 1889)[4]
- Diário Oficial da República dos Estados Unidos do Brasil (24 de novembre de 1889 - 31 de desembre de 1891)
- Diário Oficial da União (1 de gener de 1892 - present)

El Diari Oficial va ser creat per mitjà de la Llei Imperial núm. 1.177, sancionada per l'emperador Pere II el 9 de setembre de 1862, i el primer número va circular el 1r d'octubre. L'artífex de la seva creació fou el President del Consell de Ministres, Pedro de Araújo Lima, Marquès d'Olinda.
El 15 de setembre de 1911 va ocórrer un incendi que va destruir bona part de les instal·lacions del Diari Oficial, fins i tot arxius de documents, publicacions i el valuós fons de la seva biblioteca.
En 1940, el President Getúlio Vargas va inaugurar una nova seu per substituir l'antiga, que va quedar petita.
El 25 d'octubre de 2017 va anunciar-se la fi de l'edició impresa del DOU, protocolotzada per mitjà del decret nº 9.215, de 29 de novembre del mateix any i amb entrada en vigor el 1r de desembre.

## Seccions
El DOU consta de tres seccions:

### Actes normatius
Esmenes constitucionals, lleis, decrets, resolucions, instruccions normatives i altres actes normatius d'interès general

### Actes del personal
Actes d'interès dels servidors de l'Administració Pública Federal, com ara l'agenda del President, el Vicepresident i el seu gabinet.

### Avisos públics
Contractes públics a nivell federal, edictes i altres avisos.

## El DOU al llarg del temps
- 1816
- 1823
- 1835
- 1954
- 2023